# District de Yli-Ii
Le district de Yli-Ii (en finnois : Yli-Iin suuralue) est l'un des districts de la ville d'Oulu en Finlande. 

## Description
Au 1er janvier 2013, la municipalité de Yli-Ii a fusionné avec Oulu et est devenue le district d'Yli-Ii.
Le district a 1 961 habitants (1.1.2013)
.